# Жорж Дантон
Жорж Жак Дантон (фр. Georges Danton; Арси сир Об, 26. октобар 1759 — Париз, 5. април 1794) је био француски политичар, револуционар и министар правде 1792. године.
Био је борац против расизма и поборник Француске револуције заједно са Робеспјером, Маром и Лујем од Орлеана. Револуција је успела и срушена је монархија. Луј XVI је ухапшен 1792. а годину дана касније је погубљен на гиљотини. После погубљења краља, јакобинци су доживели пропаст. Многи од њих су проглашени кривим, а међу њима је био и Дантон. Сазнао је да га је Робеспјер издао и осудио на смрт. Дантон је погубљен на тргу Конкорд заједно са осталима. Три месеца касније, сам Робеспјер који је за многе наредио смртну казну гиљотином, погубљен је такође на тој справи.

## Детињство и младост
Жорж Дантон се родио 26. октобра 1759. године у варошици Арси сир Об у Шампањи, у североисточној Француској. Крштен је истог дана у цркви Сент Етјена у родном месту. Припадао је малој и скорашњој буржоазији. Дантонов отац је био јавни тужилац код месног суда, а његова мајка занатлијска кћерка.
Дантонов отац женио се два пута. Из првог брака имао је петоро деце, из другог шесторо. Дантон му је био дете из другог брака. Отац му је умро 1762. у четрдесетој години живота. Дантонова мајка такође се удавала два пута. Након смрти Дантоновог оца, преудала се за трговца Жана Рекордиана. Са Дантоновим оцем имала је шесторо деце, а у другом браку четворо.
Дантон је средњу школу учио код религиозног реда Ориторијеваца. Када му је било двадесет и једна година преселио се у Париз где је радио као приправник код једног адвоката. Године 1784. отишао је на правни факултет у Ремсу, а затим се вратио у Париз као адвокатски приправник.
Након три године, тачније 1787. године оженио се са Антонетом Карпентије и купио адвокатско место код једног од тадашњих виших париских судова. Оженио се у Цркви Сен Жермен ла Осерус у Паризу. Адвокатска канцеларија Дантона доносила је добре приходе. Он би вероватно постао имућан човек да није дошла Револуција која је променила устројство судова и укинула Дантонову канцеларију. Са Антонетом је имао три сина. Она је умрла 10. фебруара 1793. након чега је оженио шеснаестогодишњу Луис Себастиен Жели.

## Револуција
Да би се разумела Дантонова улога у Револуцији треба обратити пажњу на то како је ушао у политику. Пре него што је постао народни посланик и министар, он је имао велику репутацију као вођа Санкилота. Прво се јавио у општинској политици. Избори су се вршили по квартовима. Бирачи из сваког кварта бирали су за себе поверенике, који су на засебном скупу бирали лица која ће њихов кварт представљати у општинској управи.
Пре него што ће постати велики човек Француске, Дантон је постао велики човек свог кварта. Он је изабран за вођу чувеног корделиерског клуба, који је назван по једном корделиерском манастиру у коме је држао састанке. По клубу је и цео кварт добио име корделиерски. У кварту су углавном становали ђаци, адвокати, глумци... Корделиерски клуб је постао један од најреволуционарнијих клубова.
Крајем 1790. године квартови су одлучили да поднесу Скупштини захтев у којем се тражило отпуштање тадашњих министра под изговором да они не уживају народно поверење. Ту одлуку имао је да однесе Дантон који се дотле борио само са париском општином, а сада је желео да се ухвати у коштац са целом владом. Он је тужио владу скупштини и то је био први случај да квартови врше притисак на Скупштину. Пошто се супротставио министрима одлучио је да се супротстави и краљу.
У пролеће 1791. године говорило се да се припрема краљево бекство. Двадесет и првог јуна то се и десило. Краљ је побегао са породицом из Париза. Међутим 23. јуна недалеко од границе у бизини градића Варена краља који је био обучен у лакеја, препознао је старешина поштанске станице. Убрзо се у Варену окупило неколико хиљада наоружаних људи па је краљ морао да се врати у Париз.

Дантон је напао краља лично:
Тај човек кога зову француским краљем, или је злочинац или умно неразвијен. Имајући могућност избора, ми усвајамо ову другу претпоставку. Али ако умно неразвијен, тај човек са краљевском титулом не може бити краљ. Не дамо да му се постави намесник, него тражимо да му се одреди један старатељски одбор, који би изабрали сви департмани
На Марсовом пољу, 16. јула сазван је велики збор ради петиције у којој се тражило да се реши питање о престолу, јер се сматрало да је он поднео оставку након покушаја његовог бекства. То значи да се тражило краљево збачење, али не и проглашење републике. Дантон је био један од приређивача збора и читао је петицију народу. Међутим Кордиљерци су сазвали нов збор, 17. јула у коме су тражили не само краљево збачење са власти, него и његово суђење. Власт је растурила збор оружаном силом. Народна гарда пуцала је на окупљени народ и убила је педесетак људи. Догађај је назван покољ на Марсовом пољу. Власт је затим почела да затвара вође зборова, а Дантон се спасао бекством. Прво је побегао у своје родно место, а пошто ни ту није био сигуран побегао је у Енглеску.
Дана 28. априла 1792. године Француска је покренула своју војску на Аустрију. Разлог је био тај што је заповедник аустро-пруских трупа војвода од Брауншвајга упутио проглас француском народу 8. јула у коме је рекао да не ратује против француског народа, него са париским револуционарима, али је и рекао да ће Париз искусити све строгости једног казненог похода ако се не покоре. Његов разјарен том није могао заплашити француски народ, већ их је само разљутио. Он је сувише узимао Луја XVI у своју заштиту, а како би се такав човек онда супротставио Аустријанцима и Прусима.
Покрет који је сада настао био је много јачи него годину дана раније. Буна од 10. августа завршила се заузимањем Бастиље. Један од главних вођа буне био је Дантон. Ноћ између 9 и 10. августа на проширеним квартовним скуповима изабрана је нова општинска управа, а нова управа је одмах исте ноћи упала у општинску кућу. Када је заузета општина проглашена је узбуна, и одмах су се зачула звона на Кодињерском манастиру, а затим и звона других квартова. Двор су бранили дворска стража која је била састављена од дворских најамника и народна гарда која је била војска париске општине. Вођа народне гарде, Манда који је желео да заштити краља, био је позван у општину да положи рачун о свом раду. У Општини Дантон је ухватио Манду за гушу и назвао издајником. Манда је смењен са свог положаја и послат у затвор. На степеницама општинске куће неко је упуцао Манду у главу, а вероватно по наредби Дантона који се касније хвалио да је он осудио на смрт Манду.
Када је било јасно да Народна гарда неће бранити двор издата је наредба побуњеној гомили за напад. Двор је сада бранила Швајцарска гарда која је бројала око хиљаду људи. То није било довољно за борбу са побуњеним квартовима. Краљ се са женом и децом склонио у Скупштину, јер је мислио да ће ту бити најсигурнији. Код двора је била велика борба јер Швајцарци нису желели да дозволе пролаз у дворац. Погинуло је 600 Швајцараца, али су и побуњеници имали великих губитака. Да није било Швајцараца, највероватније би се 10. август завршио без крвопролића, јер је 10. август добро изведен. Све је унапред испланирано и ризик је сведен на најмању меру.

## Дантон као министар
Иста она скупштина код које је краљ потражио заштиту, одлучила је да се он привремено разреши дужности, док се не изабере суверена скупштина или другим речима Конвент који ће донети коначно одлуку шта да се ради са њим. Када су краља разрешили дужности Скупштина је одлучила да одабери одређени број министара којима ће поверити власт. Дантон је изабран за министра правде. Дантонов долазак на власт пада у веома тешком тренутку, јер су у Француску упали Пруси и Аустријанци који су били знатно бројнији. Тада у тим бурним данима Дантон је био као диктатор. Он више није био само министар правде, већ се понашао и као министар војни и министар спољних послова.
Тај исти Дантон који је нешто раније бунио Париз против краља, сада је бунио Француску против спољњег непријатеља. Од Дантона је остала изрека:без одушевљења се добро не ратује. У Паризу је настао такав страх да се почело причати да се Влада и Скупшина пребаце у унутрашњост државе. Међутим док су сви говорили о бежању из главног града, Дантон је у Париз довео своју мајку и децу. Попео се на говорницу и рекао:
Француска је у Паризу! Ја сам довео своју мајку која има седамдесет година, довео моја два детета... Они су стигли јуче... Пре него што Пруси уђу у Париз, ја хоћу да и моје породице нестане, ја хоћу да 20.000 хиљада буктиња за један час претворе Париз у прах и пепео.
Говор је имао позитивно дејство, јер је окуражило посланике и скупштина је остала у Паризу.

Првог септембра пао је Верден. Тада је народ Париза позван на борбу. Мушкарци су узимали оружје и одлазили на Марсово поље. У тим тренуцима Дантон је овако говорио у Законодавној скупштини:
Све се усталасало, све се ужурбало, све гори од жеље да се бори с непријатељем. ко одбије да служи у војсци или да преда своје оружје мора да искуси казну. Звона звоне, али то није знак за узбуну, већ претња непријатељима отаџбине. Да бисмо их победили, потребна нам је одважност, одважност и још једна одважност, и Француска ће бити спасена.
Француска војска под вођством генерала Келермана 2. септембра однела је победу у бици код Валмиа. То је била прва победа над непријатељем од почетка рата. За разлику од Жирондинаца за које је рат са Аустријом и Пруском била борба између нових идеја Револуције и старе апсолутистичке владавине, Дантонове идеје биле су сасвим другачије. Он је сматрао да интереси Револуције не изискују ратоборну, већ мирољубиву политику. Али како се ратна среће све више окретала у корист Француза, Дантон је прихватио идеју ратовања.
Французи су за кратко време истерали непријатеље из Француске и чак су освојили Белгију. Док су једни тврдили да би Белгија требало да постане самостална држава која ће се везати са Француском тројним савезом или да буде самостална без икаквог француског утицаја, Дантон је предлагао да се Белгија присаједини Француској. То је изазвало гнев код Дантонових противника који су тврдили да њему треба једна присаједињена област у којој би његове присталице дошле до службе и уз то се обогатили. Он је такође предлагао стару жељу која се односила на природне границе Француске. Те границе су биле море, Пиринеји, Рајна и Алпи.
Када је 10. августа пала заједно са краљем и париска општина, власт су преузели Дантонови људи. Почетком септембра нова револуционарна општина је одлучила да се побију сви како су они тада рекли „сумњиви људи“, који су се намалтили по париским затворима. То су углавном били дворани и свештеници, који су били присталице монархије. На смрт се осуђивало без икаквог саслушања. За четири дана убијено је између 1300 и 1500 људи. Дантону се ставља на терет покољ, јер је тада био министар правде. Међутим они који га бране тврде да подстрекач убистава није био он, већ Мара. Његова је кривица у томе што је он морао да трпи покоље који су преко његове воље почели. Слободан Јовановић каже да је политички положај његове странке био такав да им је једна мера као септембарски покољ била потребна. Знао је да његова странка чини мањину у земљи, јер и поред тога што је Дантон био господар владе, већину у скупштини имали су жирондинци. Септембарски покољи извршени на париским ројалистима били су опомена за целу земљу.
Жирондинци и јакобинци дошли су завађени у Конвент где је требало да се одлучи судбина краља. Дантон је у почетку покушао да заустави борбу између два табора, али жирондинци нису хтели да чују за измирење. Било је много разлога за то. Госпођа Ролан је била душа жирондинске странке, а Дантон је једном приликом напао Ролан због њеног мешања у политику, што му она никад није опростила. Други разлог је то што су га жирондинци оптуживали да је он одговоран за септембарске покоље. Поред тога оптуживали су га и за крађу. Дантон није био богат човек, а трошио је пуно. Тајни издаци за време његовог министровања износили су око 200.000 ливара. Али највећа несагласност између њих била је око париске општине. Они су били одлучни противници париске општине, јер шта им је вредело што имају већину у конвенту када је париска општина могла увек да нападне Конвент као што је урадила 10. августа. Снага париске општине се састојала у томе што је само она располагала оружаном силом. Са друге стране јакобинци су оптуживали жирондинце да су федералисти и да би претварањем Француске у савез округа разбили јединство државе.

## Пад Дантона
Након краљевог суђења, десио се покушај генерала Димурја да побуни војску против Конвента. Дантону су због његових планова били потребни успеси на бојном пољу, а Димурје му је одговарао, јер је он био војсковођа који много не мари за револуцију. Након издаје Димурија, Дантон и жирондинци су били компромитовани. Дантонова одбрана се састојала у томе да су Жирондинци били боље повезани са генералом, него он. Ако би био Димурје проглашен за издајника, свако ко био био проглашен за његовог саучесника, био би осуђен на смрт. Због тога је Дантон одлучио да се супротставио жирондинцима.
У то време, почетком 1793. године, све велике силе су биле у рату са Француском. Јакобинци су приграбили власт у своје руке, али влада није била довољно јака, јер су жирондинци и даље имали већину у скупштини и чинили су разне опструкције. Жирондинци су на све начине покушавали да укину париску општину, и на њихово наваљивање Конвент је одредио одбор дванаесторице да испита незаконитости париске општине. Квартови су се опет побунили, и била су два њихова протеста, 31. маја и 2. јуна. Због притиска Конвент је укинуо одбор дванаесторице, а париска општина је захтевала да се 22 жирондинца ставе у притвор. Дантон се слагао да се укине одбор дванаесторице, али је био против затварања жирондинаца. Међутим они су ипак затворени, а касније и погубљени на захтев Робеспјера и Маре.
Поред борбе са Жирондинцима, Дантон је стварао судске и извршне органе Револуције. Створио је кривични суд, који ће касније бити назван револуционарни суд, које је требало да суди противницима Револуције. Иако је Конвент био против, на инсистирање Дантона кривични суд је створен. Такође му је била потребна и јака централна власт, али је ту посао ишао теже, јер се извршна власт налазила у рукама министара. У јануару 1793. створен је одбор народне одбране, који је надгледао рад министара. У почетку у одбору си били само жирондинци, али је уласком јакобинаца, почела свађа двеју страна, па је Дантон настојао да укине овај одбор, и уместо њега да се именује одбор јавног спасења, који је имао само девет чланова. Он је радио тајно, а њега су сачињавали искључиво јакобинци. Постепено одбор јавног спасења узео је сву војну и грађанску власт. Тако је Дантон организовао извршну и судску власт и сматран је за човека који је извукао Француску из анархије у пролеће 1793. године.
Он је одмах изабран за члана одбора јавног спасења. Међутим његова влада није била дуготрајна, јер је након три месеца приликом обнављања одбора, Дантон испао са листе одборника, а шеф је постао Робеспјер. Он је избачен из одбора јавног спасења зато што се код њега осећала несигурност у вођењу рата, па је због тога порасло незадовољство народа. Јакобинци су му пак замерали што више није револуционаран као некад, и да више пажње посвећује спољашњој него унутрашњој политици, што је било и тачно. Када су јакобинци тражили краљеву смрт, Дантон се питао какав ће утицај то имати на спољашњу ситуацију Француске и желео је да због Енглеске неутралности остави краља у животу. Из одбора је избачен лако. Није се бранио. Дантон је био неустрашиви борац у рату и буни, али није имао особине које су му биле потребне у свакодневним парламентарним сплеткама. Спопало га је неко разочарење и умор, није га више интересовала политика. Поред свега догодила му се и несрећа. Жена му је умрла док је био у Белгији. Када се вратио већ је била сахрањена. Оженио се други пут, али је његово расположење остало суморно. И када се повукао у место рођења са породицом, проводио је време сам или у друштву обичних људи, тражећи разоноду у празном ћаскању.
Али док се Дантон одмарао Робеспјер је постајао господар Француске. Дантон није одобравао ни спољашњу ни унутрашња политику Робеспјера. Дантон је у спољашњој политици желео мир, јер је мислио да Французи не могу победити удружену европску коалицију. Робеспјерова влада се углавном држала терором, а револуционарни суд је постао средство политичког гоњења. Дантон који је установио револуционарни суд, сада је устајао против њега. Због тога он је могао остати дуго ван Париза. Он је изнео свој програм, који је био следећи: учинити крај терору, повратити владу редовних судова и закона, дати широку амнестију за кривце, понудити мир европским силама, очистити устав од револуционарних претераности. Ово је заправо значило закључити револуцију, јер по Дантону револуција је доста трајала. Он који је био ношен Револуцијом, сада је хтео да је на исти начин заврши.
У почетку је Робеспјер хтео да иде заједно са Дантоном против Ебера, али једног тренутка Дантон му се учинио исто тако незгодним као и Ебер. Робеспјер није желео да са терором тера у крајност као Ебер, али није желео ни да да амнестију свим противницима као што је хтео Дантон. Због тога је решио да истовремено нападне и Дантона и Ебера. Дантон је био слабији и од Робеспјера и од Ебера, јер је Робеспјер имао Конвент као заштиту, Ебер париску општину, а Дантон осим јавног мњења није имао никакву власт. Од политичких странака његову су политику прихватили противници Револуције. У јакобинском клубу „Стари Кордилерац“, политика Дантона је изазвала буру незадовољства. Убрзо су дошла оптуживања блиских Дантонових пријатеља. Да би се обрачунали са Дантоном, прво су морали да га осумњиче преко његових пријатеља. За две недеље двојица Дантоноваца били су затворени. Али Дантон је и инсистирао на измирењу са Робеспјером, али овај на то није пристајао. Зато Дантону није остало ништа друго него да нападне Робеспјера. Међутим он није више имао снаге и остало му је само да прети. За то време Ебер је гиљотиниран 24. марта 1794. године, а шест дана касније Дантон је затворен.

Све до последњег тренутка Дантон је мислио да неће смети да га затворе. Пред судом код Дантона се појавила она некадашња храброст и снага. Опоменуо је публику какав је био човек и шта је све урадио. Када су га питали где станује он је гласно узвикнуо:
Ускоро, мој ће стан бити у великом Ништавилу, али име моје живеће вечито у Пантенону историје и народ ће се клањати мојој одсеченој глави!
 Поново је изгледало да се Дантон пробудио. Велики део публике аплаудирао је Дантону. Поротници су се поколебали, судије уплашиле, а Дантон је изгледао као господар суднице.

Робеспјер се уплашио да би Дантон могао да буде ослобођен и да би могао на рукама одушевљене гомиле да крене на Конвент и да тражи главе противника. Робеспјер је због тога успео да се избори да Конвент донесе одлуку да се сваки оптужени који вређа суд и који се противи његовој власти може и без саслушања оптужити. Управо на основу ове одлуке, Дантоново држање се оценило као увреда суда. Дантон је осуђен на смрт, а да писмени докази нису поднесени, сведоци нису ни саслушани, а браниоцима није дата реч. Пресуда им није ни саопштена у судници, већ у затвору. на губилишту заузео је горд став. Главе његових пријатеља котрљале су се испред његових ногу, јер је он посечен последњи. Последња његова реч упућена џелату је била:
Покажи моју главу народу, имаће шта да види!
 Овим речима као и кроз цели свој живот желео је да чак и са својом главом постигне последњи ефект.

## Место и значење у историји
Дантонов утицај на Револуцију у Француској је и даље веома споран за многе историчаре. Многи Дантона оцењују као насилног и корумпираног, док други њега оцењују као великодушног и патриотски настројеног човека. Он није много оставио писаних радова, личних и политичких, па је самим тим већина података о њему изведена на основу другоразредних извора. То је неминовно створило предрасуде и различита виђења Дантона зависности чије тумачење се чита.